# Minyoun Financial Plaza
 (octobre 2014).
Pour les articles homonymes, voir MFP.
Le Minyoun Financial Plaza est un gratte-ciel de 206 mètres construit en 2012 à Chengdu en Chine. 